# بور ريشتردز ألماناك

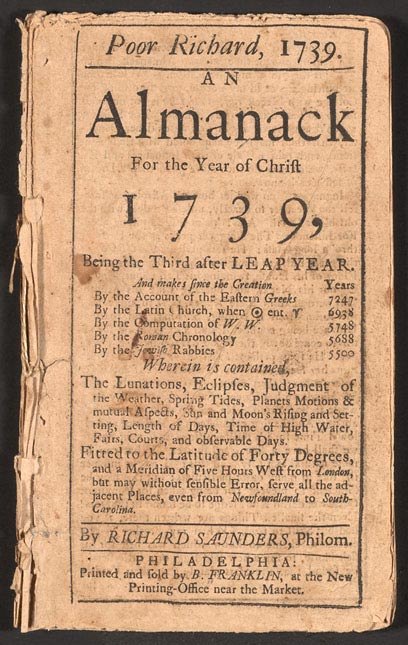
نسخة عام 1739 من بور ريشتردز ألماناك

بور ريشتردز ألماناك (بالإنجليزية: Poor Richard's Almanack)‏ هي صحيفة سنوية نشرها بنجامين فرانكلين، الذي اعتمد الاسم «بور ريشتردز» أو «ريتشارد سوندرز» لهذا الغرض. نشرت الصحيفة باستمرار من 1732 إلى 1758. كانت من أكثر الكتب روجا في المستعمرات الأمريكية؛ النسخ المطبوعة وصلت إلى 10000 نسخة سنويا.
فرانكلين، المخترع الأمريكي ورجل الدولة والناشر حقق نجاحا في بور ريشتردز ألماناك. وكانت منتشرة جدا في المستعمرات الأمريكية واستخدمت لتنبؤات الجوية الموسمية والألغاز والتلميحات وغيرها.